# ويليام إف. برانتلي
ويليام إف. برانتلي (بالإنجليزية: William F. Brantley)‏ هو عسكري أمريكي، ولد في 12 مارس 1830 في مقاطعة غرين في الولايات المتحدة، وتوفي في 2 نوفمبر 1870 في وينونا في الولايات المتحدة.